# Martha Matilda Harper

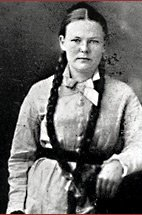
Martha Matilda Harper

Martha Matilda Harper (* 1857 in Kanada; † 3. August 1950 in USA) war eine US-amerikanische Kosmetikunternehmerin, Pionierin der Haarpflege.

## Leben
Martha Matilda Harper wurde schon mit sieben Jahren als Dienstmädchen zur Familie ihres Onkels nach Leskard in der Nähe von Ontario geschickt. Ihr Vater Robert Harper hatte sich verschuldet, und so musste die ganze Familie in einer Einzimmerhütte in den Eichenwäldern leben. Mit zwölf arbeitete Harper bei einem Arzt, der großen Einfluss auf ihren Lebenslauf hatte, da er ihr den Aufbau der Haare und die Bedeutung des Kämmens und Haarewaschens erklärte. Außerdem gab er ihr das Rezept für ein Haarwasser aus Kräutern, mit dem sie später berühmt werden sollte.
Im Jahr 1882 verließ sie Kanada und wanderte mit sechzig Silberdollar nach Rochester (New York), USA, aus. Sie fand eine Anstellung als Haushälterin bei dem Anwalt Luther Hovey. Ein Jahr später wurde sie mit dem gesamten Haus und Haushalt an die neuen Eigentümer Luella und Owen Roberts übergeben, die sie wie eine Tochter annahmen. Luella Roberts und ihre Freundinnen waren die ersten Damen, an denen Harper ihr Haarwasser ausprobierte. Sie entwickelte verschiedene Haarwasser, Shampoos und Massagecremes.
1888 eröffnete sie den ersten Harper Shop. Mit ihrem Foto, auf dem sie mit ihrer bodenlangen Haarpracht zu sehen ist, machte sie Werbung für ihre Produkte. Bald waren alle wichtigen Damen aus Rochester ihre Kundinnen, und auch die Suffragetten, die Harper unterstützten und sie gerne als Beispiel einer selbständigen Frau zeigten.
1920 heiratet sie den sechsundzwanzig Jahre jüngeren Robert MacBain, den sie als Reiseführer kennengelernt hatte und dem sie ein Studium in Cambridge finanzierte.
1921 war ihr Imperium auf 450 Salons weltweit angewachsen, und sie gründete ihre eigene Fabrik. Der Börsencrash von 1929 konnte den Harper Shops als Anbieter von Qualitätsprodukten nichts anhaben.
Mitte der dreißiger Jahre begann der allmähliche Abstieg des Unternehmens, das Harper ihrem Mann als Geschäftsführer überließ. Um seine Frau zu pflegen, die an Demenz erkrankt war, stellte Robert MacBain ein paar Jahre später einen Geschäftsführer ein.
1950 starb Martha Matilda Harper. Ihr Unternehmen wurde sechs Jahre später verkauft und bis 1972 unter diversen Eigentümern weitergeführt.

## Geschäftsideen und Erfindungen
Neben dem Haarwasser, das sie patentieren ließ, hat Harper mit ihrem Slogan „Schönheit kommt von innen“ auch ihre Kopfmassagen als Mittel zur Kopfdurchblutung und Stärkung der Haare zum erfolgreichen Geschäftsmodell gemacht. Ihr Geschäftsmodell basierte von Anfang an auf dem Verwöhnen ihrer Kundinnen, die stolz darauf sein sollten, Kundinnen bei Harper zu sein.
Zu diesem Erfolg trugen die von ihr entworfenen Frisierstühle und Waschbecken entscheiden bei. Vor ihrer Erfindung mussten sich die Menschen die Haare nach vorne gebeugt waschen lassen, wodurch das Gesicht nass wurde und auch Seife in die Augen kommen konnte. Ihre Erfindung war das Waschbecken mit Nackenmulde, wie wir es heute kennen.
Ihre Filialen wurden nach Franchising-Methodik vergeben. Sie hat damit das erste Konzessionssystem in Amerika gegründet.